# Lorenzi (Santa Maria)
Lorenzi (pronunciación portuguesa: [????], ‘Lorenzi’, un apellido italiano) es un barrio del distrito de Sede, en el municipio de Santa Maria, en el estado brasileño de Río Grande del Sur. Está situado en el sur de Santa Maria.

## Villas
El barrio contiene las siguientes villas: Estância do Minuano, Lorenzi, Vila Bom Jesus, Vila Lorenzi, Vila Quitandinha, Vila Santa Rita de Cássia, Vila Santo Antônio, Vila Severo, Vila Tavares.
| Noroeste: São Valentim / Urlândia | Norte: Urlândia | Nordeste: Urlândia / Dom Antônio Reis Tomazetti |
| Oeste: São Valentim               |                 | Este: Tomazetti                                 |
| Suroeste: São Valentim            | Sur: Pains      | Sureste: Tomazetti Pains                        |